# Buenos días
Buenos días va ser el primer programa de televisió matinal a Espanya, que va estendre la programació de Televisió Espanyola als matins i es va emetre entre 1986 i 1990.

## Història
El programa va començar a emetre's per TVE-1 al gener de l'any 1986. Fins llavors, la cadena començava les seves emissions al migdia (excepte els caps de setmana, on ja hi havia programació matinal, si bé en aquest moment encara començava generalment passades la deu o les onze del matí).
Sobre la base de la difusió de notícies, combinada amb entrevistes i petits reportatges, aquest programa estava editat i ideat pel realitzador José María Fraguas de Pablo i presentat pel periodista José Antonio Martínez Soler, que també ostentava la Prefectura de Redacció. Col·laboraven Carlos Goñi, Leonor García Álvarez, Sandra Sutherland, Diego Carcedo des de Nova York i Luis de Benito des del programa "España a las ocho" de Radio Nacional amb Elena Sánchez i María Escario en la secció d'esports. La informació meteorològica va ser conduïda per Paco Montesdeoca i José Antonio Maldonado que van estrenar, per primera vegada en Españala, pantalla d'incrustació per "chroma key" per a mostrar els mapes. Abastava un horari de 7'30 a 9 del matí. També componien l'equip de realització Benito Valle, Esther Luque Vicente Gil Dávila i Fernando Navarrete Parrondo. Segons dades de la mateixa TVE, durant la seva primera setmana d'emissió, va congregar 3.240.000 espectadors.
Després de la marxa de José María Fraguas de Pablo, editor, fundador i realitzador, Buenos días va perdre el seu format original encara que José Antonio Martínez Soler va continuar un temps en aquest. En 1987, amb el programa en franca decadència, va ser rellevat al capdavant del programa. El 12 de gener d'aquest any es va fer càrrec del mateix el veterà periodista de la casa: Pedro Erquicia, que es va mantenir a Buenos días fins a octubre, quan se li va encarregar la direcció de l'informatiu de cap de setmana 48 horas.
L'espai va passar llavors a les mans del periodista José Díaz Argüelles, al costat de Sutherland i Mari Carmen García Vela. Després d'uns mesos, li correspon a Pedro Sánchez Quintana prendre el relleu.
La següent etapa del programa va començar el 19 de juny de 1989 i va estar conduïda per Pedro Piqueras, al costat de Mayte Pascual i Francine Gálvez.
En els últims mesos va ser Luis Tomás Melgar el responsable del programa, que finalment va deixar d'emetre's a la fi de 1990.